# Didymodon polycarpus
Didymodon polycarpus là một loài rêu trong họ Pottiaceae. Loài này được (Hedw.) Mitt. mô tả khoa học đầu tiên năm 1864.